# 雍溪镇
雍溪镇，是中华人民共和国重庆市大足区下辖的一个乡镇级行政单位。

## 歷史沿革
宋為巴川縣之商業場鎮雍溪鎮，其地約在元末明玉珍復置大足縣時劃歸大足，明清相沿為雍溪場。宣統二年析萬古鎮地置雍溪鄉，以場為名。1958年為公社，1984年稱鄉。1993年合併對溪鄉建雍溪鎮。2002年新設紅星街居委。2003年並村：並茶園入團結村，吉安2組及5-14組入玉峽村，樂安入界牌村，對溪入石堡村，鶴嘴入慈雲村，河堰入涼風村，雙柏入泡馬村。街村居委，團結1組，吉安1、3、4組及石堡12組並為紅星街社區居委。轄7村1社區。
- 舊雍溪鄉（7）：團結村、玉峽村、吉安村、樂安村、界牌村、石堡村、茶園村
- 舊對溪鄉（7）：泡馬村、對溪村、慈雲村、鶴嘴村、河堰村、涼風村、雙柏樹村

## 行政区划
雍溪镇下辖以下地区：
红星街社区、团结村、玉峡村、界牌村、石堡村、慈云村、凉风村和泡马村。

### 2003年調整的區劃[5]
- 2、3、4、5、6、7、8、9組和茶園村合併為一個村，名為團結村；
- 2、5、6、7、8、9、10、11、12、13、14組合併為一個村，名為玉峽村；
- 將原樂安村、界牌村合併為一個村，名為界牌村；
- 將原石堡村1、2、3、4、5、6、7、8、9、10、11組和對溪村合併為一個村，名為石堡村；
- 將原慈雲村、鶴咀村合併為一個村，名為慈雲村；
- 將原涼風村、河堰村合併為一個村，名為涼風村；
- 將原泡馬村、雙柏村合併為一個村，名為泡馬村；
- 將原街村居委會、紅星街居委會、團結村1組、吉安村1、3、4組、石堡村12組合併為一個居委會，名為紅星街社區居委會。

## 地理位置
雍溪镇位于大足县东部，距县城38公里，距遂渝高速公路入口17公里，距主城区57公里，距离铜梁县城10公里，北面是铜梁县土桥镇，东面是古龙乡，南面是万古镇，西面是国梁镇。过高速公路，一个半小时到重庆车站，两个小时到成都。